# Agelaioides
Agelaioides là một chi chim trong họ Icteridae.